# 8525 Nielsabel
8525 Nielsabel (1992 RZ5) là một tiểu hành tinh vành đai chính được phát hiện ngày 2 tháng 9 năm 1992 bởi E. W. Elst ở Đài thiên văn Nam Âu.